# Qualificazioni al campionato mondiale di calcio 1974 - CAF
Sono elencate di seguito le date e i risultati della zona africana (CAF) per le qualificazioni al mondiale del 1974.

## Formula
24 membri FIFA: si contendono 1 posto per la fase finale. Il  Madagascar e il  Gabon si ritirano dopo il sorteggio. Le qualificazioni si dividono in quattro turni:
- Primo Turno: 24 squadre, con partite di andata e ritorno. Le vincenti accedono al secondo turno.
- Secondo Turno: 12 squadre, con partite di andata e ritorno. Le vincenti accedono al terzo turno.
- Terzo Turno: 6 squadre, con partite di andata e ritorno. Le vincenti accedono al quarto turno.
- Quarto Turno: un gruppo di 3 squadre, con partite di andata e ritorno. La vincente si qualifica alla fase finale.

## Primo Turno
| Agadir 19 novembre 1972 | Marocco | 0 – 0 | Senegal | \| Arbitro: \| Jimenez \| |
| Arbitro:                | Jimenez |       |         |                           |

| Dakar 3 dicembre 1972 | Senegal | 1 – 2 | Marocco | \| Arbitro: \| Lamptey \| |
| Arbitro:              | Lamptey |       |         |                           |

Marocco avanza al turno successivo.
| Arbitro: | Helies |

|            |           |  |
| Khalcm 65’ | Marcatori |  |

| Arbitro: | Ba |

|                                                                |           |            |
| Camara 28’ I. Keita 36’ Soumah 56’ (rig.) Cherif 78’ Smith 82’ | Marcatori | 62’ Gamouh |

Guinea avanza al turno successivo.
| Arbitro: | Zlatanos |

|                              |           |              |
| Al-Khalil 10’ Abderrazak 69’ | Marcatori | 61’ Chakroun |

| Arbitro: | Babacan |

|                             |           |  |
| Chakroun 16’ Moheiddine 71’ | Marcatori |  |

Tunisia avanza al turno successivo.
| Freetown 15 ottobre 1972 | Sierra Leone | 0 – 1 | Costa d'Avorio | \| Arbitro: \| Faber \| |
| Arbitro:                 | Faber        |       |                |                         |

| Arbitro: | N'Gom |

|                         |           |  |
| Kouame 42’ Quatarra 72’ | Marcatori |  |

Costa d'Avorio avanza al turno successivo.
| Arbitro: | Tessema |

|              |           |  |
| Anyanza Ouma | Marcatori |  |

| Khartum 23 luglio 1972 | Sudan | 1 – 0 | Kenya | \| Arbitro: \| Kamei \| |
| Arbitro:               | Kamei |       |       |                         |

Kenya avanza al turno successivo.
| 1972                                      | Mauritius | –       | Madagascar |  |
| \| \| \| \| \| \| Marcatori \| forfait \| |           |         |            |  |
|                                           |           |         |            |  |
|                                           | Marcatori | forfait |            |  |

Mauritius avanza al turno successivo.
| Dar es Salaam 25 novembre 1972 | Tanzania | 1 – 1 | Etiopia | \| Arbitro: \| Olimba \| |
| Arbitro:                       | Olimba   |       |         |                          |

| Addis Abeba 3 dicembre 1972 | Etiopia   | 0 – 0 | Tanzania | \| Arbitro: \| El-Khider \| |
| Arbitro:                    | El-Khider |       |          |                             |

Etiopia e Tanzania disputarono un match di spareggio.
| Arbitro: | Saleh |

|                   |           |  |
| Ingdawerk Tesfaye | Marcatori |  |

Etiopia qualificata.
| Maseru 30 aprile 1972 | Lesotho | 0 – 0 | Zambia | \| Arbitro: \| Ndimbo \| |
| Arbitro:              | Ndimbo  |       |        |                          |

| Arbitro: | Ratsitohara |

|                                                             |           |     |
| Chitalu 20’ 40’ Sinyangwe 35’ 65’ Mapulanga 50’ Simutwe 72’ | Marcatori | Gol |

Zambia avanza al turno successivo.
| Ibadan 5 agosto 1972 | Nigeria  | 2 – 1 | Congo-Brazzaville | \| Arbitro: \| Atangana \| |
| Arbitro:             | Atangana |       |                   |                            |

| Arbitro: | Onwanlele |

|         |           |          |
| Moukila | Marcatori | Olayombo |

Nigeria avanza al turno successivo.
| Cotonou 18 giugno 1972 | Benin    | 0 – 5 | Ghana | \| Arbitro: \| Attiogbe \| |
| Arbitro:               | Attiogbe |       |       |                            |

| Kumasi 2 luglio 1972 | Ghana  | 5 – 1 | Benin | \| Arbitro: \| Koudou \| |
| Arbitro:             | Koudou |       |       |                          |

Ghana avanza al turno successivo.
| Lomé 6 giugno 1972 | Togo     | 0 – 0 | Zaire | \| Arbitro: \| Woghiren \| |
| Arbitro:           | Woghiren |       |       |                            |

| Arbitro: | Kamden |

|              |           |  |
| Kakoko Kembo | Marcatori |  |

Zaire avanza al turno successivo.
|                                           | Camerun   | –       | Gabon |  |
| \| \| \| \| \| \| Marcatori \| forfait \| |           |         |       |  |
|                                           |           |         |       |  |
|                                           | Marcatori | forfait |       |  |

Camerun avanza al turno successivo.

## Secondo Turno
| Arbitro: | Mutombo |

|               |           |      |
| S. Cherif 38’ | Marcatori | Tazi |

| Arbitro: | Bertin |

|               |           |  |
| Haddadi Paras | Marcatori |  |

Marocco avanza al turno successivo.
| Arbitro: | Adal |

|               |           |        |
| Moheddine 50’ | Marcatori | Kouame |

| Arbitro: | Lamptey |

|         |           |             |
| Nguessa | Marcatori | 15’ Adhouma |

Costa d'Avorio avanza al turno successivo.
| Port Louis 10 dicembre 1972 | Mauritius | 1 – 3 | Kenya | \| Arbitro: \| Galloway \| |
| Arbitro:                    | Galloway  |       |       |                            |

| Arbitro: | Ngaah |

|              |           |        |
| Aluko Azibwa | Marcatori | Imbert |

Kenya avanza al turno successivo.
| Addis Abeba 1º aprile 1973 | Etiopia | 0 – 0 | Zambia | \| Arbitro: \| Kamei \| |
| Arbitro:                   | Kamei   |       |        |                         |

| Arbitro: | Gindil Salih |

|                                                  |           |           |
| Mugala 52’ Simutwe 63’ Simwala 76’ Mapulanga 86’ | Marcatori | Gol · Gol |

Zambia avanza al turno successivo.
| Lagos 10 febbraio 1973 | Nigeria  | 0 – 2 | Ghana | \| Arbitro: \| Nkounkou \| |
| Arbitro:               | Nkounkou |       |       |                            |

| Accra 25 febbraio 1973 | Ghana | 0 – 0 | Nigeria | \| Arbitro: \| N'Gom \| |
| Arbitro:               | N'Gom |       |         |                         |

Ghana avanza al turno successivo.
| Arbitro: | Kangni |

|  |           |        |
|  | Marcatori | Ntumba |

| Arbitro: | Wolbert |

|  |           |         |
|  | Marcatori | Onguene |

Avendo terminato alla pari lo scontro diretto, Zaire e Camerun disputarono uno spareggio.
| Arbitro: | Wolbert |

|               |           |  |
| Kakoko Maruba | Marcatori |  |

Zaire avanza al turno successivo.

## Terzo Turno
| Arbitro: | N'Diaye |

|       |           |       |
| Pokou | Marcatori | Acila |

| Arbitro: | Khelifi |

|                     |           |       |
| Faras Chukry Fetoui | Marcatori | Pokou |

Marocco avanza al turno successivo.
| Arbitro: | Matovu |

|                          |           |  |
| Chanda 34’ Sinyangwe 72’ | Marcatori |  |

| Nairobi 19 agosto 1973 | Kenya | 2 – 2 | Zambia | \| Arbitro: \| Addo \| |
| Arbitro:               | Addo  |       |        |                        |

Zambia avanza al turno successivo.
| Accra 5 agosto 1973 | Ghana  | 1 – 0 | Zaire | \| Arbitro: \| Camara \| |
| Arbitro:            | Camara |       |       |                          |

| Kinshasa 19 agosto 1973 | Zaire  | 4 – 1 | Ghana | \| Arbitro: \| N'Difo \| |
| Arbitro:                | N'Difo |       |       |                          |

Zaire avanza al turno successivo.

## Quarto Turno
| Data             | Luogo    | Squadra 1 | Risultato | Squadra 2 |
| ---------------- | -------- | --------- | --------- | --------- |
| 21 ottobre 1973  | Lusaka   | Zambia    | 4 - 0     | Marocco   |
| 4 novembre 1973  | Lusaka   | Zambia    | 0 - 2     | Zaire     |
| 18 novembre 1973 | Kinshasa | Zaire     | 2 - 1     | Zambia    |
| 25 novembre 1973 | Tétouan  | Marocco   | 2 - 0     | Zambia    |
| 9 dicembre 1973  | Kinshasa | Zaire     | 3 - 0     | Marocco   |
| 23 dicembre 1973 | Tétouan  | Marocco   | 0 - 2     | Zaire     |

| Pos | Squadra | Pti | G | V | N | P | GF | GS | DR |
| --- | ------- | --- | - | - | - | - | -- | -- | -- |
| 1   | Zaire   | 8   | 4 | 4 | 0 | 0 | 9  | 1  | +8 |
| 2   | Zambia  | 2   | 4 | 1 | 0 | 3 | 5  | 6  | -1 |
| 3   | Marocco | 2   | 4 | 1 | 0 | 3 | 2  | 9  | -7 |

 Zaire qualificato alla fase finale.